# Fran Escribá
Francisco ("Fran") Escribá Segura (Valencia, 3 mei 1965) is een Spaans voetbaltrainer. In september 2024 werd hij aangesteld bij Granada.

## Trainerscarrière
Escribá speelde als voetballer in de jeugd van Valencia, maar hij zou nooit uitkomen in het profvoetbal. Bij die club begon hij wel zijn carrière als trainer, toen hij de jeugd onder handen nam. In 2004 verkaste de Spanjaard naar Getafe, waar hij assistent-trainer werd onder Quique Sánchez Flores. Escribá verhuisde later met Sánchez Flores mee naar achtereenvolgens Benfica en Atlético Madrid om ook bij die clubs zijn assistent te zijn. In de zomer van 2011 stopte hij als assistent-trainer omdat hij op eigen benen wilde staan als hoofdtrainer.
Een jaar na zijn afscheid als assistent werd Escribá voor het eerst aangesteld als eindverantwoordelijke trainer, bij Elche in de Segunda División. Al in zijn eerste seizoen bereikte de trainer promotie naar de Primera División met Elche, dat al vierentwintig jaar niet op het hoogste niveau uit was gekomen. Tien dagen na de promotie verlengde Escribá zijn verbintenis met twee seizoenen, tot medio 2015. In 2015 werd Elche door de Spaanse voetbalbond teruggezet naar de Segunda División en hierop stapte Escribá over naar competitiegenoot Getafe, waar hij in het seizoen 2004/05 assistent-trainer was. Bij Getafe zou hij het seizoen echter niet volmaken; op 11 april werd hij ontslagen vanwege slechte resultaten. De laatste drie maanden onder Escribá wist de club niet te winnen. Drie maanden na zijn ontslag had hij een nieuwe club, toen hij bij Villarreal werd aangesteld als opvolger van de ontslagen Marcelino. Daar werd hij ontslagen op maandag 25 september 2017, nadat zijn ploeg slechts twee van de zes wedstrijden had gewonnen in het seizoen 2017/18. Hij werd opgevolgd door Javier Calleja. In 2019 werd hij coach van Celta de Vigo, maar ook daar werd hij na tegenvallende resultaten op straat gezet. Óscar García volgde hem op.
In februari 2021 ging hij voor de tweede keer aan de slag bij Elche. Na aan 0–3 nederlaag tegen Real Betis werd hij in november 2021 weer ontslagen.
Op 7 november 2022 verving hij Juan Carlos Carcedo bij Real Zaragoza. Nadat hij de eerste zeven competitiewedstrijden van het seizoen 2023/24 zonder overwinningen was gebleven, werd hij op 20 november 2023 ontslagen. Hij vond in september 2024 weer een nieuwe werkgever, toen hij de ontslagen Guillermo Abascal Pérez verving bij Granada.

## Erelijst
| Segunda División | 1 | 2012/13 |